# Wickersheim-Wilshausen
Wickersheim-Wilshausen – miejscowość i gmina we Francji, w regionie Grand Est, w departamencie Dolny Ren.
Według danych na rok 1990 gminę zamieszkiwało 429 osób, a gęstość zaludnienia wynosiła 79 osób/km² (wśród 903 gmin Alzacji Wickersheim-Wilshausen plasuje się na 513. miejscu pod względem liczby ludności, natomiast pod względem powierzchni na miejscu 461.).